# Assemblée préfectorale de Saga
1-45, Jōnai 1-chōme, ville de Saga, préfecture de Saga, Japon
Le Parlement de la préfecture de Saga (佐賀県議会, Saga-ken gikai?) est l'organe législatif de la Préfecture de Saga. Comme dans toutes les préfectures, il est élu pour quatre ans, par vote unique non transférable dans des districts électoraux avec un ou plusieurs sièges. Il est responsable pour rédiger et mettre en œuvre les décisions de la préfecture, pour l'approbation du budget et pour les nominations administratives importantes au sein du gouvernement de la préfecture, y compris les vice-gouverneurs de la préfecture. L'assemblée a 37 membres, élus pour des mandats de 4 ans.

## Histoire
L'assemblée préfectorale de Saga trouve son origine dans la mise en application du règlement sur les assemblées préfectorales, promulguée en 1878 sous le gouvernement de Meiji. En vertu de ce texte, les premières élections préfectorales ont lieu en 1879 dans le ressort administratif de l’ancienne préfecture de Nagasaki, qui incluait alors le territoire de l’actuelle préfecture de Saga. L’assemblée, composée de 62 membres élus, tient sa première session le 17 mars 1879 dans le temple Kōeiji (光永寺) à Nagasaki. À la suite de la séparation administrative de Saga en 1883, une assemblée préfectorale distincte est établie, avec un effectif initial de 34 membres.
À la fin du XIXe siècle, le gouvernement japonais engage plusieurs réformes pour unifier et moderniser l’administration locale. En mai 1890 (23ᵉ année de l’ère Meiji), il adopte le système des préfectures (ja) et le système des districts (ja), destiné à harmoniser le fonctionnement des préfectures et des districts à travers tout le pays. Ce nouveau cadre vise à remplacer les règles provisoires encore en vigueur depuis le début de l’ère Meiji. La réforme est appliquée en deux temps : d’abord dans les districts en avril 1897, puis dans les préfectures en septembre de la même année. Ces changements renforcent l’autorité des gouverneurs, fixent plus clairement les compétences des assemblées locales et standardisent leur organisation.
En juillet 1926, la loi sur le suffrage universel masculin (普通選挙法) est promulguée au Japon, étendant le droit de vote à tous les hommes âgés de 25 ans et plus, sans condition de cens ou de statut social. Cette réforme marque une étape majeure dans la démocratisation du pays, notamment pour les élections locales. La première élection générale organisée sous ce nouveau cadre a lieu en 1927, permettant pour la première fois une participation électorale plus large dans les assemblées préfectorales.
Après la Seconde Guerre mondiale, le système politique local japonais est profondément réorganisé dans le cadre de la nouvelle Constitution de 1947 et de la promulgation de la Loi sur l’autonomie locale (地方自治法) en avril de la même année. Ce nouveau cadre garantit l’élection démocratique des assemblées préfectorales et des gouverneurs sur l’ensemble du territoire national. Dans la préfecture de Saga, la première élection de l’assemblée préfectorale se tient le 30 avril 1947, dans le cadre des premières élections locales unifiées (第1回統一地方選挙). L’assemblée devient alors un organe législatif indépendant, élu au suffrage universel, pour un mandat de quatre ans.